# 16465 Basilrowe
16465 Basilrowe è un asteroide areosecante. Scoperto nel 1990, presenta un'orbita caratterizzata da un semiasse maggiore pari a 1,8261755 UA e da un'eccentricità di 0,2119791, inclinata di 24,27302° rispetto all'eclittica.